# Seznam likov v Vojnah zvezd
Seznam likov v Vojnah zvezd.

## Droidi
- 2-1B
- BT-16
- C-3PO
- EV-9D9
- IG-88
- M-3PO
- OOM-9
- R2-D2
- R5-D4
- R7-T1
- TC-14
- U-3PO
- WA-7
- TC-14

## A
- Adi Gallia
- Admiral Ackbar
- Anakin Skywalker = Darth Vader (jedi/sith)
- Anakin Solo
- Kapitan Antilles
- Armand Isard
- Attichitcuk
- Aurra Sing

## B
- Bail Antilles
- Bail Organa
- Ben Solo
- Beru Whitesun Lars
- Bevel Lemelisk
- Bib Fortuna
- Biggs Darklighter
- Boba Fett
- Bodo Baas
- Borsk Fey'lya
- Boss Nass
- Bria Tharen

## C
- Callista
- Chewbacca
- Cliegg Lars
- Corran Horn
- Count Dooku / Darth Tyranus
- Crix Madine
- Cody(clone commander)

## D
- Admiral Daala
- Dack Ralter
- Depa Billaba
- Derek Klivian
- Dorsk 81
- Durge
- Darth Vader
- Darth Maul
- Darth Sidious

## E
- Echuu Shen-Jon (jedi)
- Eeth Koth (jedi)
- Even Piell (jedi)
- Exar Kun

## F
- Finis Valorum
- Firmus Piett

## G
- Garm Bel Iblis
- Gavin Darklighter
- Gilad Pellaeon
- General Grievous
- Greedo

## H
- Han Solo (pilot)

## J
- Hutt Jabba
- Jacen Solo
- Jaina Solo
- Jango Fett
- Jaster Mereel
- Jar Jar Binks
- Jek Porkins

## K
- Ki-Adi-Mundi
- Kirtan Loor
- Kit Fisto (jedi)
- Kyp Durron
- kapitan Rex

## L
- Lama Su
- Lando Calrissian
- Princesa Leia Organa Solo
- Lobot
- Kapitan Lorth Needa
- Lowbacca
- Luke Skywalker (jedi, sin Anakina Skywalkerja)

## M
- Mace Windu (jedi)
- Mara Jade Skywalker (jedi, žena Luka Skywalkerja)
- Max Rebo
- Mon Mothma

## N
- Nien Nunb
- Nomi Sunrider
- Nute Gunray

## O
- Obi-Wan Kenobi (jedi)
- Oola
- Owen Lars

## P
- Padmé Amidala (žena Anakina Skywalkerja/ senatorka/ kraljica planeta Naboo)
- Palpatine = Darth Sidious (sith/senator/kancler/imperator)
- Kapitan Panaka
- Plo Koon (jedi)

## Q
- Qui-Gon Jin (jedi)

## R
- Rabé
- Rune Haako

## S
- Sabé
- Sate Pestage
- Sebulba
- Sev'rance Tann
- Shmi Skywalker
- Sio Bibble
- Stam Reath

## T
- Talon Karrde
- Tarkin (Grand Moff )

## V
- Vodo-Siosk Baas
- Vima Da Boda

## W
- Watto
- Wedge Antilles

## X
- Xizor

## Y
- Yaddle (jedi)
- Yoda (jedi)
- Ysanne Isard

## Z
- Zam Wesell
- Zsinj